# Orkut
Orkut fou una xarxa social (comunitat virtual) promoguda per Google del 2004 al 2014. La xarxa fou dissenyada per a permetre als seus integrants mantenir les seves relacions existents i fer nous amics, contactes comercials o relacions més íntimes. Era possible crear i mantenir comunitats, que agrupaven persones d'acord amb els seus gustos i interessos, en diferents categories, entre les quals hi havia: activitats, negocis, jocs, música, mascotes, religió, escoles, menjars, preferències sexuals i d'altres.
Orkut tancà definitivament el 30 de setembre del 2014, malgrat ser una de les webs més visitades a l'Índia i al Brasil durant el 2008.